# Sylo da Silva Costa
Sylo da Silva Costa foi um político brasileiro do estado de Minas Gerais. Foi deputado estadual na Assembleia Legislativa do Estado de Minas Gerais durante quatro legislaturas consecutivas, da 7ª à 10ª legislatura (1971 - 1987). Foi também suplente durante a 5ª legislatura.